# Dinoplotis orphana
Dinoplotis orphana är en fjärilsart som beskrevs av Hans Ferdinand Emil Julius Stichel 1911. Dinoplotis orphana ingår i släktet Dinoplotis och familjen Riodinidae. Inga underarter finns listade i Catalogue of Life.